# كلارا بوريل
كلارا بوريل (بالفرنسية: Clara Burel) هي لاعبة كرة مضرب فرنسية ولدت في 24 مارس 2001. فازت بالميدالية الفضية في أولمبياد الشباب 2018.

## روابط خارجية
- كلارا بوريل على موقع رابطة محترفات التنس (الإنجليزية)
- كلارا بوريل على موقع الاتحاد الدولي لكرة المضرب (الإنجليزية)
- كلارا بوريل على موقع كأس بيلي جين كينغ (الإنجليزية)
- كلارا بوريل على موقع بطولة ويمبلدون (الإنجليزية)
- كلارا بوريل على موقع خلاصة التنس.كوم (الإنجليزية)
- كلارا بوريل على موقع إي إس بي إن.كوم (الإنجليزية)
- كلارا بوريل على موقع اللجنة الأولمبية الدولية (الإنجليزية)
- كلارا بوريل على موقع أوليمبيديا (الإنجليزية)
- كلارا بوريل على موقع اللجنة الأولمبية الفرنسية (مؤرشف) (الفرنسية)